# UNSW 썬스위프트
UNSW 썬스위프트(UNSW Sunswift)는 시드니에 위치한 뉴사우스웨일스 대학교의 태양광 자동차 경주 팀이다. 이 팀은 현재 여러 세계 기록을 보유하고 있으며 월드 솔라 챌린지(WSC) 참가로 가장 잘 알려져 있다. 1996년 바이런 케네디가 설립한 이후, 썬스위프트 팀은 총 7대의 자동차를 제작했으며, 가장 최근 모델은 썬스위프트 7이다.

## 썬스위프트 팀
팀은 주로 경영, 공학, 산업 디자인 등 다양한 분야의 학부생들로 구성된다. 팀원들이 대부분 전일제 학업을 하고 있음에도 불구하고, 썬스위프트는 모든 참가 태양광 자동차 대회에서 경쟁력을 유지했으며, 세계 무대에서 명성과 인정을 얻는 동시에 젊은 엔지니어들을 해당 분야의 최첨단으로 양성하고 있다. 많은 전직 썬스위프트 팀원들이 자신의 회사를 설립하거나, 포뮬러 원과 같은 잘 알려진 경주 팀의 일원으로 일하는 등 취업 시장에서 매우 인기 있는 자리를 얻었다. 이들 팀원 중 일부는 졸업 후에도 썬스위프트와 연락을 유지하며 신입 팀원들에게 멘토 또는 조언자 역할을 하여, 1996년 팀 설립 이후 구현된 우수 기준을 계속 유지하는 데 도움을 주고 있다.

## 홍보 프로그램
썬스위프트 팀은 지역 사회에서 태양광 차량과 기존 차량의 장점을 대중에게 교육하는 활동도 활발히 펼치고 있다. 이를 위해 썬스위프트 차량을 전시회에 정기적으로 전시하고 대중에게 개방된 정보의 날을 개최한다. 또한, 썬스위프트는 학교를 방문하여 어린 학생들에게 태양광 기술 구현에 대해 가르치고 영감을 주며, 이것이 차량 동력의 재미있고 효과적인 방법이 될 수 있음을 시연한다.

## 작동 방식
모든 태양광 자동차는 동력 시스템에 최소 5가지 주요 부품을 가지고 있다: 태양광 패널, 최대 전력점 추적기(MPPT), 전지, 모터 제어기 및 전동기. 이 차량들은 태양의 전자기 에너지를 광전지를 사용하여 전기 에너지로 변환하고, 그 전기 에너지를 어떤 형태의 전동기를 사용하여 차량을 구동하는 기계 에너지로 변환하는 것에 의존한다. 최대 전력점 추적기는 태양광 패널과 배터리 사이의 인터페이스 역할을 하며, 모터 제어기는 배터리와 전동기 사이의 인터페이스 역할을 한다.
햇빛이 태양광 패널에 비추면 광전지 내 전자에 에너지를 전달하여 전기를 전도하게 하고 전류가 흐르게 한다. 이 전류는 MPPT로 이동하여 가능한 한 효율적으로 전기를 생성하도록 태양광 패널 전체의 부하를 변경한다. MPPT는 광전지의 출력을 지속적으로 모니터링해야 하는데, 그 출력은 빛의 강도에 따라 달라지며 일부 셀이 그늘지면 빠르게 변할 수 있기 때문이다. 그런 다음 전기는 배터리로 흘러 들어가 나중에 사용할 수 있도록 저장되는데, 예를 들어 햇빛이 없을 때 차량을 구동하는 데 사용될 수 있다. 배터리는 주로 태양광 패널로 충전되지만, 가정이나 직장에서 기존에 생성된 전기로 외부에서 충전할 수도 있다. 배터리는 전류를 모터 제어기로 방전하여 전동기에 전력을 공급하는 데 사용할 수 있는 형태로 변환한다. 모터 제어기는 속도 조절, 크루즈 컨트롤 및 회생 제동과 같은 사항을 관리하는 데에도 사용된다. 회생 제동은 기존의 기계식 브레이크를 사용하는 대신, 기존의 모터를 발전기로 사용하여 바퀴의 회전 에너지를 다시 전기 에너지로 변환하여 차량 속도를 늦추고 동시에 배터리를 재충전하는 방식이다. 마지막으로, 차량에 비추던 햇빛에 있었던 에너지는 전동기에 도달하며, 전동기는 전자기 원리에 따라 전기 에너지를 바퀴를 돌리고 차량을 앞으로 나아가게 하는 회전 에너지로 변환한다.

## 썬스위프트 7 (2020–현재)
썬스위프트 7 (SR7)은 브리지스톤 월드 솔라 챌린지 크루저 클래스에 참가하기 위해 썬스위프트가 제작한 세 번째 차량이다. 설계는 취소된 2021년 월드 솔라 챌린지에 참가할 목적으로 2020년에 시작되었다.
2022년 12월, 썬스위프트는 단일 충전으로 전기차량이 1,000 km (621 mi)를 주행한 최단 시간 기록으로 기네스 세계 기록을 달성했다. 썬스위프트 7은 11시간 52.08분 만에 평균 시속 약 85 km/h (53 mph)로 이 기록을 달성했다.
2023년 10월, 썬스위프트는 2023년 월드 솔라 챌린지 크루저 클래스에서 우승했다. 도로 점수 109.4, 실용성 점수 83.3%, 최종 점수 91.1을 달성했다. 도로 점수와 실용성 점수 모두 1위를 차지했다.
| 썬스위프트 7 기술 사양 | 썬스위프트 7 기술 사양 |
| ---------------------- | --- |
| 크기                   | - 길이: 4,990 mm (196.5 in) - 너비: 2,050 mm (80.7 in) - 높이: 1,200 mm (47.2 in) - 휠 베이스: 3,120 mm (122.8 in)                     |
| 무게                   | 680 kg (1,500 lb) |
| 공기 역학              | - Cd: 0.095 - 전면 면적: 1.86 m2 (20.0 ft2) - CdA: 0.177                                                                               |
| 섀시                   | 폼 및 아라미드 허니콤 코어가 있는 탄소 섬유 모노코크                                                                                   |
| 차체                   | 커스텀 다이히드럴 싱크로 헬릭스 도어. 아우디 A7 헤드라이트                                                                             |
| 서스펜션               | - 생성적 설계, SLM 3D 프린팅 업라이트와 탄소 섬유 위시본 및 푸시로드 - 전면: 푸시로드 작동식 쇼크가 있는 더블 위시본 - 후면: 멀티 링크 |

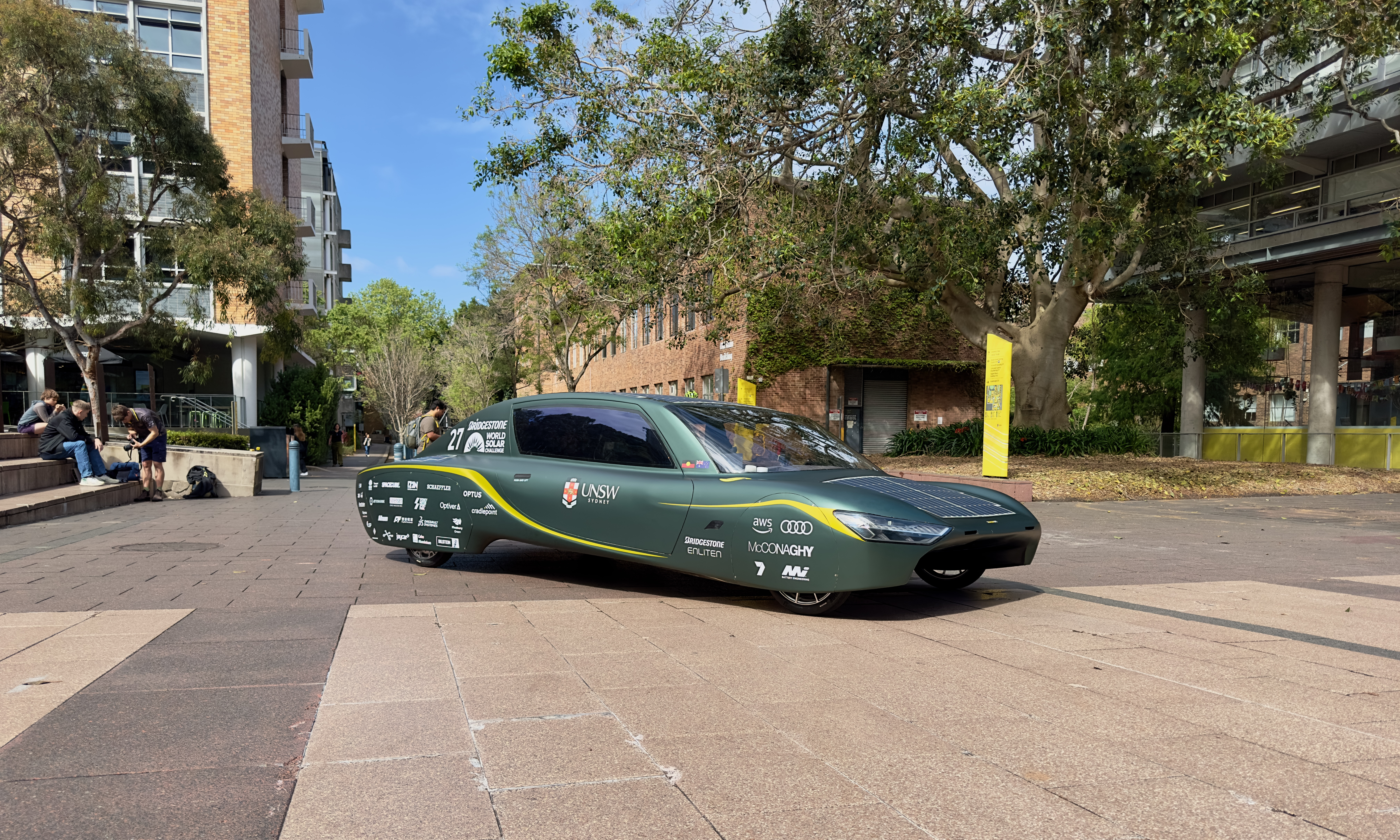
썬스위프트 7의 BWSC 레이스 도색

| 배터리                 | 38kWh, 151.2V |
| 태양광 패널            | 4.4 m2 (47 ft2) |
| 좌석                   | 4개 |
| 모터                   | 트윈, 후륜, 허브 내장, 동기식 DC 모터, 둘 다 브러시리스 및 영구 자석                                                                   |
| 최고 속도              | 130 km/h (81 mph) |
| 주행 거리              | 1,500 km (930 mi) |

## 썬스위프트 VI (바이올렛) (2017–2019)
바이올렛은 썬스위프트가 설계 및 제조한 여섯 번째 차량이다. 썬스위프트가 크루저 클래스에 참가하기 위해 제조한 두 번째 차량이다. 바이올렛 설계는 2016년에 시작되었으며, 제조는 2017년 말에 완료되었다. 이전 세대 썬스위프트 차량과 비교했을 때, 바이올렛은 썬스위프트의 첫 4인승, 4도어 차량으로 5제곱미터의 태양광 패널을 갖추고 있으며, 약 22%의 효율성을 가진 318개의 단결정 실리콘 셀로 구성되어 있다. 바이올렛은 이전 세대 썬스위프트 차량에 비해 더 편안한 가족 차량을 닮도록 실용성에 더 중점을 두고 설계되었다. 바이올렛에는 실시간 모니터링 및 고장 감지, 엔터테인먼트 시스템, 에어컨, 내비게이션, 와이파이, 후방 카메라, 조절 가능한 좌석, 주차 센서, 앞뒤 트렁크 공간, 인체 공학적 대시보드와 같은 새로운 기능이 구현되었다. 그 결과, 이 차량은 2017년 월드 솔라 챌린지에 참가하여 실용성 부문 3위를 차지했다.
2018년 12월, 팀은 퍼스에서 시드니까지 전기 자동차로 호주 대륙을 횡단하는 동안 최저 에너지 소비량 기네스 세계 기록을 세웠다. 바이올렛은 이후 신뢰성과 효율성을 위해 추가 테스트 및 개선을 거쳐 2019년 브리지스톤 월드 솔라 챌린지에서 전체 2위라는 역대 최고 성적을 달성했으며, 아델레이드 결승선을 1위로 통과했다.
| 바이올렛 기술 사양          | 바이올렛 기술 사양                                                                                  |
| --------------------------- | --------------------------------------------------------------------------------------------------- |

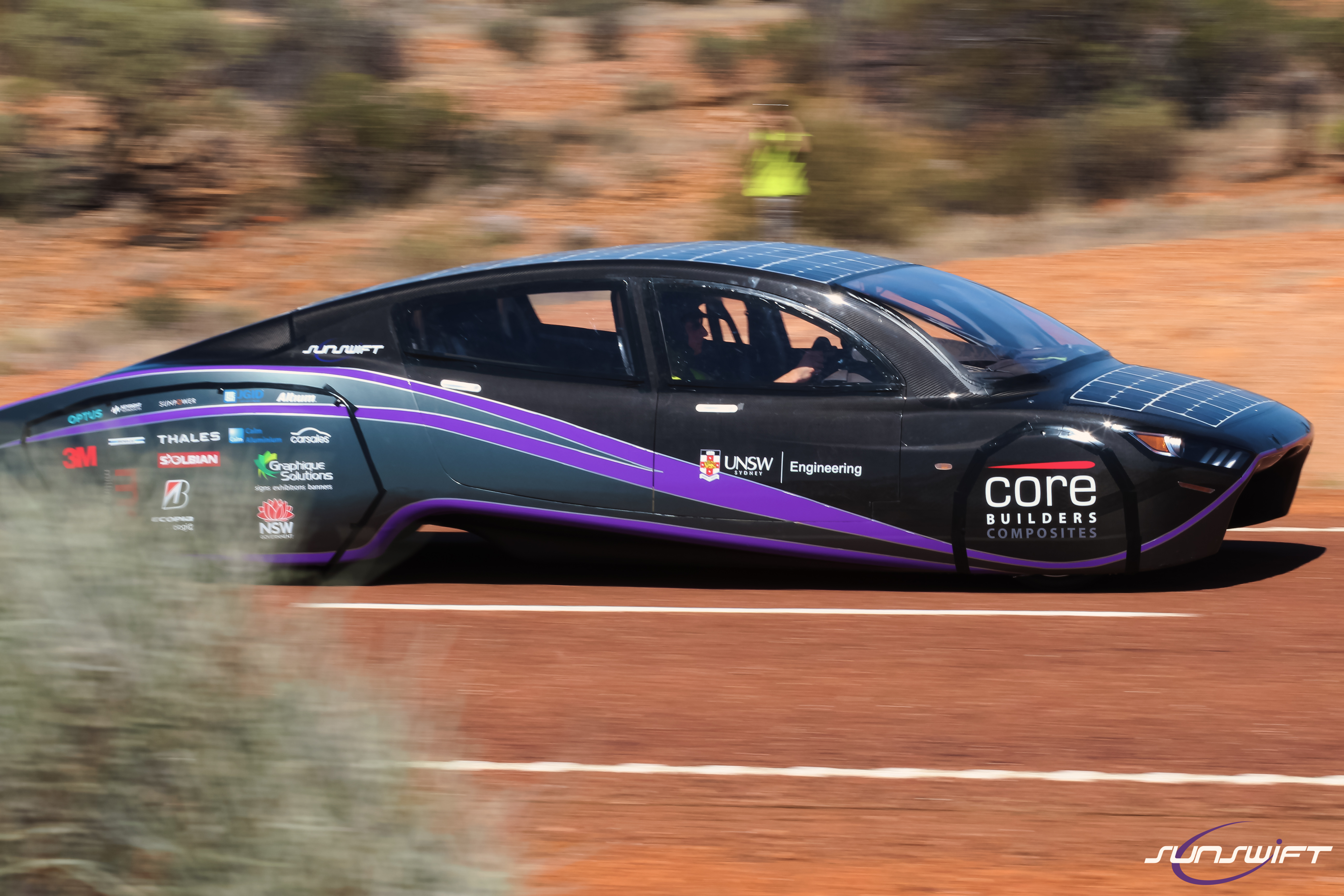
바이올렛의 모습

| 크기                        | 길이: 5.0 미터 (16 ft 5 in) 너비: 2.2 미터 (7 ft 2 in) 높이: 1.2 미터 (3 ft 11 in)                  |
| 무게                        | 700 킬로그램 (운전자 제외)                                                                          |
| 태양 전지/어레이            | 5.00-제곱미터 (53.7 sq ft) 어레이, 약 22% 효율성을 가진 318개 단결정 실리콘 셀로 구성               |
| 좌석                        | 4개                                                                                                 |
| 섀시                        | 폼 및 아라미드 허니콤 코어가 있는 탄소 섬유 모노코크                                                |
| 모터                        | 트윈, 후륜, 허브 내장, 동기식 DC 모터, 둘 다 브러시리스 및 영구 자석                                |
| 최대 속도                   | 140 킬로미터/h (87 mph)                                                                             |
| 태양광 전력만으로 최고 속도 | 60 킬로미터/h                                                                                       |
| 최대 주행 거리              | 1000 km, 100 킬로미터/h 속도                                                                        |
| 배터리 전력                 | 모듈식 10-20 킬로와트시 (36-72 MJ) 리튬 이온, 정격 전압 90~153V                                     |
| 원격 측정                   | 맞춤형 제어 영역 네트워크(CAN) 포함: GPS, 대기압, 모터 속도, 모터 온도, 기울기, 다양한 전압 및 전류 |

## 썬스위프트 V (이브) (2012–2016)
이브의 설계 및 제작은 2012년 초에 시작되어 2013년 월드 솔라 챌린지 출전 시기에 맞춰 18개월 만에 완료되었다. 이 차는 약 500,000달러의 비용이 들었으며, WSC의 새로운 크루저 클래스에 출전하기 위해 제작되었다. 이 클래스는 승객 좌석, 더 나은 안전 및 더 효율적인 배터리를 갖춘 보다 실용적인 태양광 차량에 중점을 두었다. 실용성에 중점을 둔 것을 반영하여, 팀은 이 차를 다른 태양광 차량의 전형적인 미래 지향적인 스타일보다는 현대적인 스포츠카를 닮도록 설계했다. 이 차는 크루저 클래스에서 가장 빠른 차량이었으며, 라인 아너스 및 크루저 클래스 전체 3위를 달성했으며, 최고 속도 128 킬로미터 매 시 (80 mph)도 달성했다.
배터리 단일 충전으로 이브는 500 킬로미터 (310 mi)까지 주행할 수 있으며, 자체 태양광 셀로 전력을 공급받으면 800 킬로미터 (500 mi) 이상 주행할 수 있다. 배터리가 완전히 방전되면 표준 가정용 전원 소켓을 사용하여 10시간 안에 완전히 충전하거나, 상업용 전원 소켓을 사용하면 7시간 이내에 충전할 수 있다. 비용 및 효율성 측면에서, 100km 주행당 태양광 차량은 약 0.20달러의 비용이 드는 반면, 일반 휘발유 차량은 평균 15달러가 든다.
2014년 7월, 썬스위프트 팀은 오스트레일리아 모터스포츠 연맹의 감독 하에 국제 자동차 연맹 세계 기록을 깨뜨렸는데, 단일 배터리 충전으로 500 킬로미터 (310 mi)를 주행할 수 있는 가장 빠른 전기차량 기록이었다. 이 팀은 빅토리아의 호주 자동차 연구 센터에서 500-킬로미터 (310 mi) 거리에서 평균 속도 107 킬로미터 매 시 (66 mph)로 1988년에 세워진 이전 기록인 73 킬로미터 매 시 (45 mph)를 경신했다. 이 기록은 독점적인 태양광 자동차 기록이 아니라 500 킬로그램 (1,100 lb) 미만의 전기차량이면 어떤 것이든 가능했다. 결과적으로 이 기록을 위해 태양 전지는 전기 시스템에서 분리되었고, 차량은 리튬 이온 배터리 팩으로만 작동하도록 허용되었다.
이 팀은 현재 이브의 도로 합법성 지위를 진행 중이며, 이브를 호주 최초의 도로 합법적인 태양광 자동차로 공식 등록할 계획이다. 이렇게 되면 이브는 세계에서 몇 안 되는 도로 합법적인 태양광 자동차 중 하나가 될 것이며, 엄격한 Australian Design Rules를 준수하는 첫 번째 차량이 될 것이다.
| 이브 기술 사양   | 이브 기술 사양                                                                                      |
| ---------------- | --------------------------------------------------------------------------------------------------- |
| 크기             | 길이: 4.5 미터 (15 ft) 너비: 1.8 미터 (5 ft 11 in) 높이: 1.1 미터 (3 ft 7 in)                       |
| 무게             | 430 킬로그램 (950 lb)                                                                               |
| 태양 전지/어레이 | 4-제곱미터 (43 ft2) 어레이. 모든 셀은 약 23% 이상의 효율성을 가진 단결정 실리콘                     |
| 좌석             | 탄소 섬유로 제작된 2개의 좌석, 각 좌석에는 3점식 안전 벨트                                          |
| 섀시             | 폼 및 아라미드 허니콤 코어가 있는 탄소 섬유 모노코크                                                |
| 모터             | 트윈, 후륜, 허브 내장, 동기식 DC 모터, 둘 다 브러시리스 및 영구 자석                                |
| 최대 속도        | 달성: 132 킬로미터 매 시 (82 mph) 이론: 140 킬로미터 매 시 (87 mph)                                 |
| 배터리 전력      | 16 킬로와트시 (58 MJ)                                                                               |
| 원격 측정        | 맞춤형 제어 영역 네트워크(CAN) 포함: GPS, 대기압, 모터 속도, 모터 온도, 기울기, 다양한 전압 및 전류 |

## 썬스위프트 IV (아이비) (2009–2011)

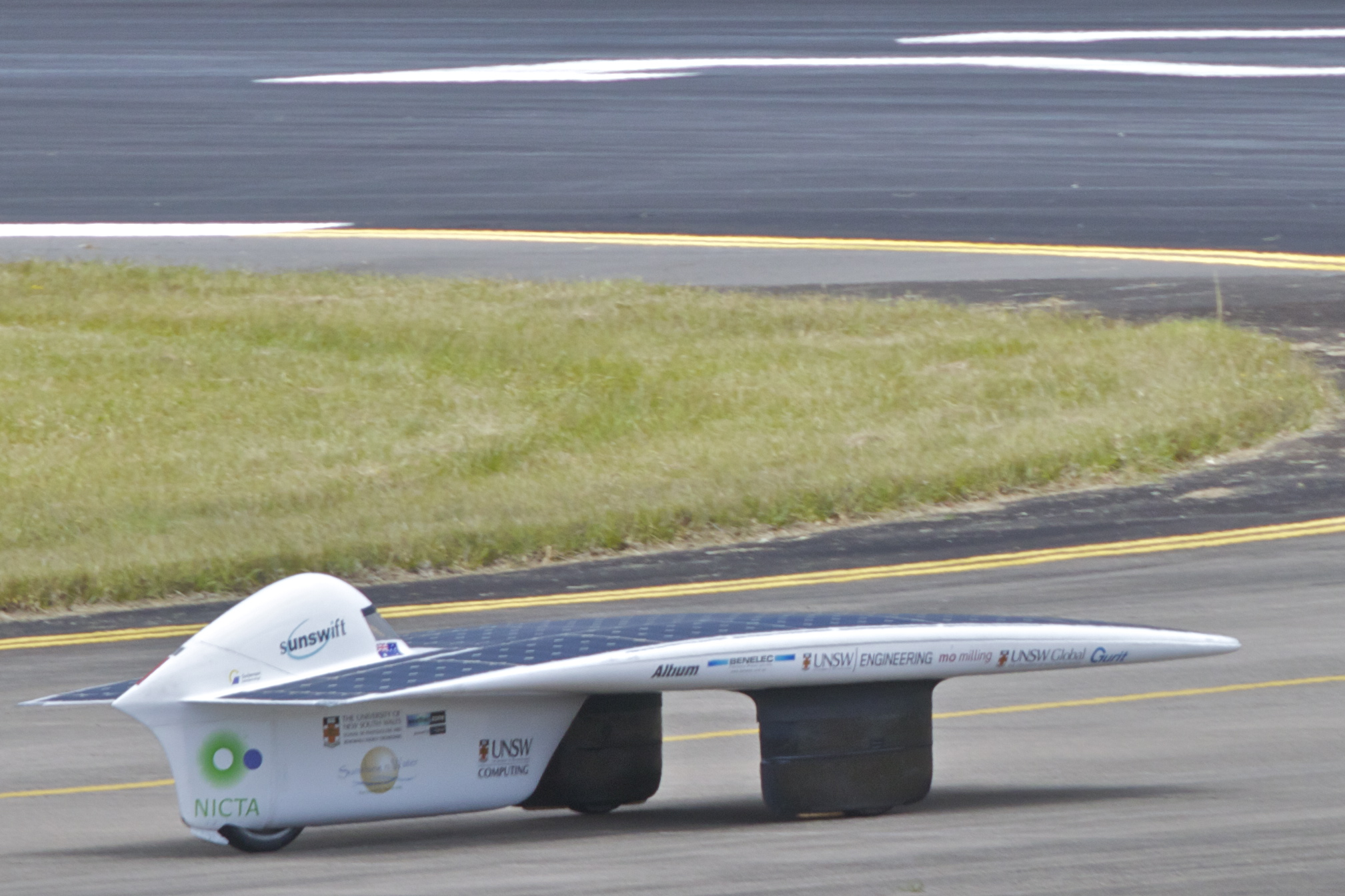
기네스 세계 기록 속도 시도 중 썬스위프트 아이비.

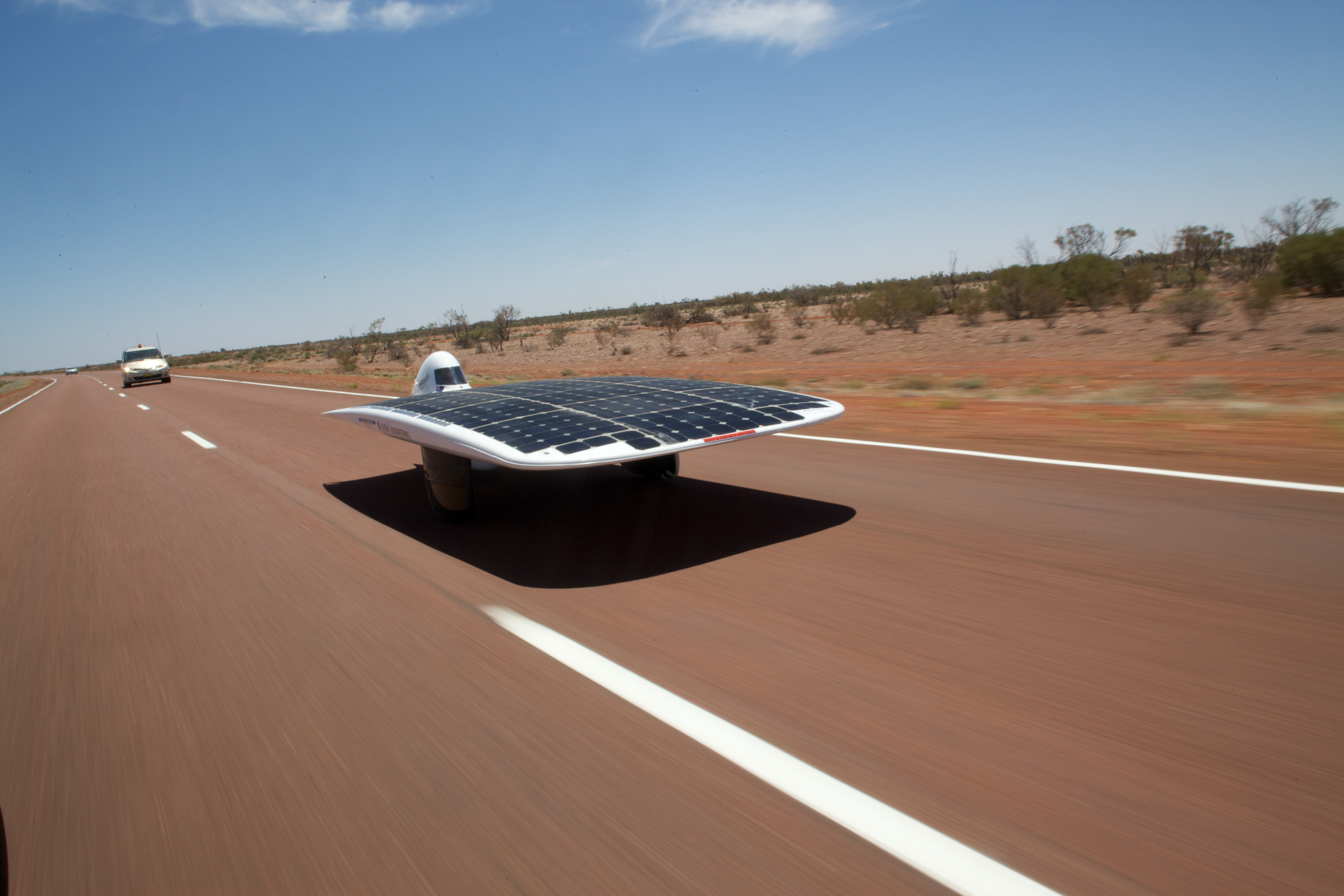
2009년 다윈에서 아델레이드까지 글로벌 그린 챌린지 중 썬스위프트 IV (아이비)

이브와 마찬가지로 아이비는 월드 솔라 챌린지에 참가하기 위해 제작되었으며, 특히 2009년 경주를 위해 만들어졌다. 그러나 이브와 달리 아이비는 챌린저 클래스와 챌린저 클래스 실리콘으로 출전하여, 실리콘 동력 차량 중 처음으로 결승선을 통과했음에도 불구하고 종합 4위를 차지했다. 전체적으로 이 프로젝트는 완성까지 약 18개월과 250,000달러의 비용이 소요되었다. 2011년 1월 7일, 오스트레일리아 해군 기지 HMAS 알바트로스에서 아이비는 가장 빠른 태양광 동력 차량으로 기네스 세계 기록을 깼다. 호주 레이싱 드라이버 바턴 마워가 아이비를 시속 88.5 킬로미터 매 시 (55.0 mph)의 최고 속도에 도달하게 하여, 22년 동안 유지된 이전 기록을 시속 10 킬로미터 매 시 (6.2 mph) 이상 경신했다. 기록 규칙에 따라 아이비는 오로지 태양광으로만 구동되어야 했고, 전체 배터리 팩을 제거한 채 차량 무게는 140 킬로그램 (310 lb)에 불과했다.
| 썬스위프트 IV 기술 사양 | 썬스위프트 IV 기술 사양                                                                                         |
| ----------------------- | --- |
| 크기                    | 길이: 4.6 미터 (15 ft) 너비: 1.8 미터 (5 ft 11 in) 높이: 0.93 미터 (3 ft 1 in)                                  |
| 무게                    | 165 킬로그램 (364 lb)                                                                                           |
| 태양 전지/어레이        | 5.99-제곱미터 (64.5 ft2) 영구 어레이, 22% 효율의 A300 397개와 16% 효율의 UNSW TopCells 56개로 구성              |
| 좌석                    | 일반 좌석 없음. 운전석은 섀시의 일부                                                                            |
| 섀시                    | 프리프레그 탄소 섬유 및 노멕스 허니콤을 사용한 탄소 섬유 모노코크, 그리고 유리 섬유 캐노피                      |
| 모터                    | 단일, 후륜, 브러시리스, 영구 자석 동기식 DC 모터                                                                |
| 최대 속도               | 110 km/h (태양광만으로 88.7 km/h)                                                                               |
| 배터리 전력             | 89.1 ~ 138.6 V 전압의 4.85 킬로와트시 (17.5 MJ)                                                                 |
| 원격 측정               | 맞춤형 제어 영역 네트워크(CAN) 포함: GPS, 타이어 압력, 모터 속도, 모터 온도, 브레이크 온도, 다양한 전압 및 전류 |

## 썬스위프트 III (2005–2008)

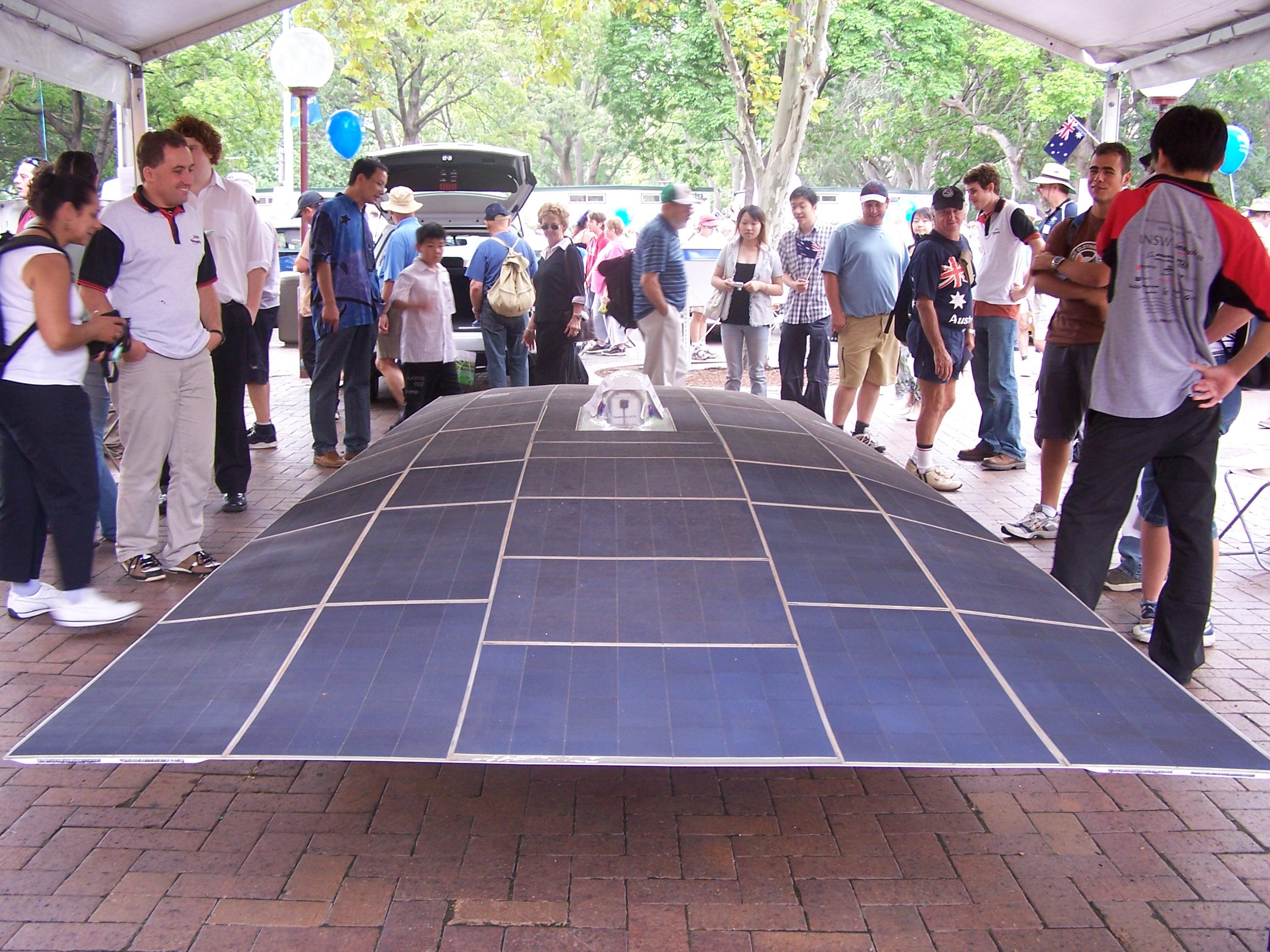
썬스위프트 III

썬스위프트 III는 2005년 WSC를 위해 설계되었다. 기계적 문제로 인해 경주 전에 충돌이 발생했고, 이 차는 비공식적으로 코스를 완주했다. 2006년에는 기계 부품이 개선되었다. 2007년 1월, Jaycar 썬스위프트 III는 세계 대륙 횡단 기록을 깨고 퍼스에서 시드니까지 5.5일 만에 주행을 마쳤다. 9월에는 WSC에서 성공적으로 9위를 차지했으며, 초기 41개 국제 참가팀 중 CSIRO 기술 혁신상도 수상했다. 같은 해 썬스위프트 팀은 2007년 호주 공학자협회 공학 우수상을 교육 및 훈련 부문에서 수상했다.
| 썬스위프트 III 기술 사양 | 썬스위프트 III 기술 사양                                                        |
| ------------------------ | ------------------------------------------------------------------------------- |
| 크기                     | 길이: 6.0 미터 (19.7 ft) 너비: 2.0 미터 (6 ft 7 in) 높이: 0.9 미터 (2 ft 11 in) |
| 태양광 어레이            | 20% 효율의 11.5-제곱미터 (124 ft2) 태양 전지 출력 1.8 킬로와트 (2.4 hp)         |
| 섀시                     | 탄소 섬유 모노코크                                                              |
| 배터리                   | 2.5 킬로와트시                                                                  |
| 최대 속도                | 120 km/h                                                                        |
| 무게                     | 220 킬로그램 (490 lb)                                                           |

## 썬스위프트 II (1998–2005)

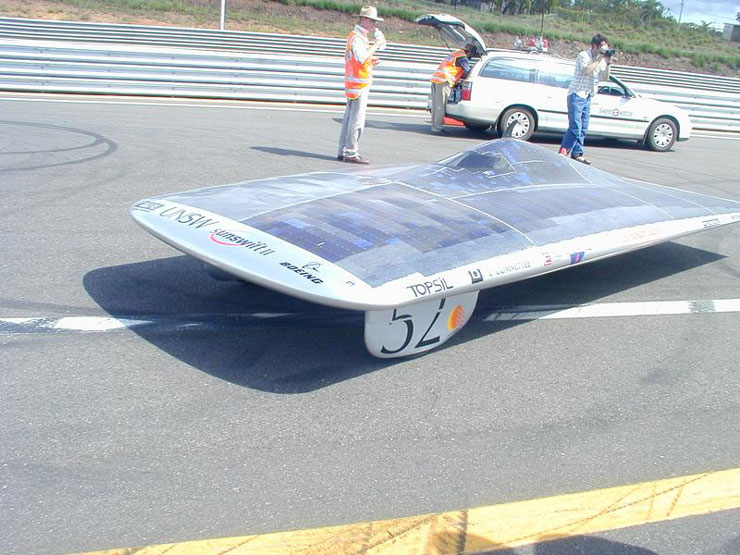
UNSW 썬스위프트 II

1997년부터 2003년까지 이 팀은 UNSW 썬스위프트 II의 네 가지 버전을 개발, 개선 및 경주했다. 2000-2001년에 이 팀은 새로운 태양광 어레이를 만들기 위해 매립 접촉 태양 전지를 제조하는 TopCell 프로젝트에 착수했다. 이로써 UNSW SRT는 자체 태양 전지를 만든 최초이자 유일한 팀이 되었다. 그 과정에서 이 팀은 이 유형의 태양 전지에 대한 새로운 세계 기록 효율을 달성했다. UNSW 썬스위프트 II에 남아 있는 나머지 태양 전지는 UNSW에서 제작된 세계 최고 효율 "PERL" 실리콘 태양 전지이다. 이 팀은 또한 차량의 곡선 형태에 맞춰 태양광 패널을 성형할 수 있는 셀 캡슐화 기술을 개척했다.
| 썬스위프트 II 기술 사양 | 썬스위프트 II 기술 사양                                                                                |
| ----------------------- | --- |
| 크기                    | 길이: 4.4 미터 (14 ft) 너비: 2.0 미터 (6 ft 7 in) 높이: 0.9 미터 (2 ft 11 in)                          |
| 무게                    | 180 킬로그램 (400 lb)                                                                                  |
| 태양광 어레이           | 8-제곱미터, 19.5% 효율 BP "Saturn" 셀, 에폭시 수지 및 유리 섬유로 라미네이트 출력 ~1 킬로와트 (1.3 hp) |
| 섀시                    | 구조적 탄소 섬유 시트를 가진 크로몰리 스페이스 프레임                                                  |
| 모터                    | UNSW/CSIRO 개발 전동기 휠 모터 최대 출력 3 킬로와트 (4.0 hp)                                           |
| 서스펜션                | 알루미늄 더블 위시본 전면 트레일링 암 및 후면 올린즈 모터사이클 쇼크 압소버                            |
| 배터리                  | 소니 리튬 이온 배터리 102개 총 무게 30 킬로그램 (66 lb)                                                |
| 배터리 전력             | 20 V에서 3 킬로와트시 (11 MJ)                                                                          |
| 최대 속도               | 120 km/h                                                                                               |
| 원격 측정               | Fluke Hydra 데이터 로거/라디오 모뎀                                                                    |

## 썬스위프트 I (1996)

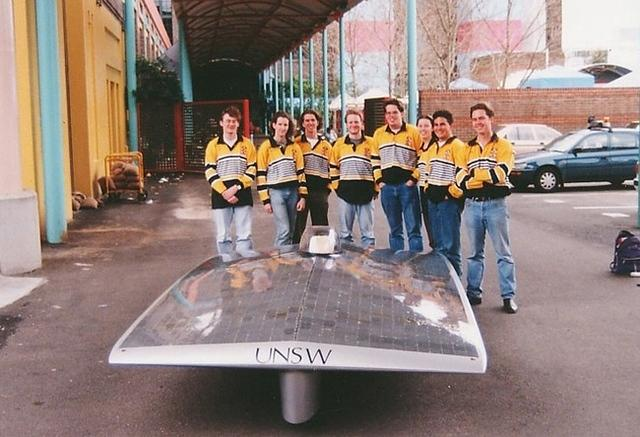
UNSW 썬스위프트 I 솔라카와 승무원.

원래 썬스위프트 차량은 1996년 오로라 차량 협회에서 구매했다. 오로라 Q1이라는 이름의 이 차량은 UNSW SRT에 의해 상당한 업그레이드 및 개선을 거쳐 팀 리더 바이런 케네디의 지휘 아래 썬스위프트로 이름이 변경되었다. 새로운 모터와 컨트롤러, 롤 케이지, 섀시 및 배터리가 추가되었다. 썬스위프트 I는 1996년 월드 솔라 챌린지에 출전했다. 이 차는 오래되었음에도 불구하고 경쟁력 있는 출전작이었으며, 46개 이상의 출전작 중 9위를 차지했다. 썬스위프트 I 경주를 통해 얻은 경험은 1997년부터 시작된 썬스위프트 II 개발에 영감을 주었다.
| 썬스위프트 I 기술 사양 | 썬스위프트 I 기술 사양                                                                              |
| ---------------------- | --------------------------------------------------------------------------------------------------- |
| 총 비용                | $95,000 + 오로라 Q1 구매 비용 $200,000                                                              |
| 크기                   | 길이: 4.46 미터 (14.6 ft) 너비: 2.0 미터 (6 ft 7 in) 높이: 1.01 미터 (3 ft 4 in)                    |
| 무게                   | 255 킬로그램 (562 lb)                                                                               |
| 태양 전지/어레이       | 7.88-제곱미터 (84.8 ft2) 영구 어레이 (1923개 셀). 모든 셀은 평균 효율 18.5%의 PERL 모노 (FZ) 실리콘 |
| 섀시                   | 알루미늄 강성 A-프레임/유리 섬유 강화 노멕스 허니콤 (상부). 탄소 섬유 강화 노멕스 허니콤 (하부).    |
| 모터                   | T-Flux TF406 영구 자석 DC, 브러시리스                                                               |
| 최대 속도              | 실험: 63 킬로미터 매 시 (39 mph) 이론: 70 킬로미터 매 시 (43 mph)                                   |
| 배터리                 | Gates Cyclone-G12C Pb/acid 셀 58개 직렬 연결                                                        |
| 배터리 전력            | 116 V에서 3 킬로와트시 (11 MJ)                                                                      |

## 성과
| 연도 | 기록 |
| ---- | --- |
| 1996 | 월드 솔라 챌린지 – 썬스위프트가 46개 출전작 중 9위를 차지했다. 이것은 혼다 모터스 코퍼레이션, 비엘의 스위스 출전작, 미쓰비시 머티리얼 코퍼레이션 등 권위 있고 경쟁적인 출전작들 속에서 대학의 첫 태양광 자동차 대회 출전이었다.         |
| 1999 | NRMA 대륙 횡단 기록 시도 – 차량 NRMA 썬스위프트 II는 악천후 5일에도 불구하고 10일 만에 4,012 킬로미터 (2,493 mi)를 완주했다. 비록 8.5일의 기록은 깨지지 않았지만, 이 시도는 240만 달러 상당의 홍보 효과를 창출하며 성공으로 간주되었다. |
| 1999 | 시티파워 선레이스 – 퍼스-시드니 기록 시도를 마치고 3일 후 이 팀은 이 대회에 참가했다. NRMA 썬스위프트 II는 경쟁이 치열한 5개 출전작 중 3위를 차지하며, 5주 연속 도로 위에서의 차량 신뢰성과 팀의 헌신을 입증했다.                       |
| 1999 | NRMA 썬스위프트 II는 연방 정부의 요청으로 타이베이 무역 박람회에 참가했다. |
| 1999 | 월드 솔라 챌린지 – NRMA 썬스위프트 II는 48개 국제 출전작 중 18위라는 괜찮은 성적을 거두었다. |
| 2001 | 월드 솔라 챌린지 – UNSW 썬스위프트 II는 결승선을 통과한 11번째 차량이었다. |
| 2002 | 선레이스 – 2위 |
| 2003 | 선레이스 – 2위 |
| 2005 | 월드 솔라 챌린지 – UNSW 썬스위프트 III는 5일 만에 도착하여 (실리콘 태양 전지를 사용한 첫 번째) 9번째 차량이었다. |
| 2007 | Jaycar 썬스위프트 III는 태양광 자동차로 퍼스에서 시드니까지 주행한 세계 기록을 깼다. 이 팀은 5.5일 만에 여정을 마치며 이전 기록을 3일 앞당겼다.                                                                                         |
| 2007 | 월드 솔라 챌린지 – Jaycar 썬스위프트 III는 10월 26일 오후 4시 11분에 어드벤처 클래스 4위, 종합 9위를 차지했다. 이 팀은 차량의 높은 효율성으로 권위 있는 프리스케일 기술 혁신상을 수상했다.                                              |
| 2007 | UNSW 태양광 레이싱 팀은 교육 및 훈련 부문에서 호주 공학자협회 공학 우수상을 수상했다. |
| 2009 | 글로벌 그린 챌린지 (월드 솔라 에볼루션) – 썬스위프트 IV는 10월 29일 오후 3시 8분에 실리콘 챌린지 클래스 1위, 종합 4위를 차지했다. |
| 2011 | 기네스 세계 기록: 가장 빠른 태양광 동력 차량: 88.8 킬로미터 매 시 (55.2 mph) |
| 2011 | 월드 솔라 챌린지 – 썬스위프트 아이비는 프로덕션 챌린지 클래스 1위, 종합 6위를 차지했다. |
| 2013 | 월드 솔라 챌린지 – 썬스위프트 이브 라인 아너스 및 크루저 클래스 종합 3위, 최고 속도 128 킬로미터 매 시 (80 mph) 포함 |
| 2014 | FIA 지상 속도 기록 – 썬스위프트 이브는 평균 속도 107 킬로미터 매 시 (66 mph)로 500 킬로미터 (310 mi)를 주행한 가장 빠른 전기차량 기록을 깼다. 1988년에 세워진 이전 기록은 73 킬로미터 매 시 (45 mph)였다.                               |
| 2015 | 월드 솔라 챌린지 – 썬스위프트 이브는 결승선을 3위로 통과했으며, 종합 4위를 차지했다. |
| 2018 | 기네스 세계 기록 – 호주 횡단 (퍼스에서 시드니) 최저 에너지 소비 – 전기차량 |
| 2022 | 기네스 세계 기록 - 단일 충전으로 전기차량이 달성한 가장 빠른 1000 km (프로토타입) |
| 2023 | 월드 솔라 챌린지 - 썬스위프트 7 크루저 클래스 1위 |

## 같이 보기
- 태양광 자동차 경주
- 태양광 자동차 팀 목록
- 프로토타입 태양광 자동차 목록